# Casa Museo Monumento del Campesino

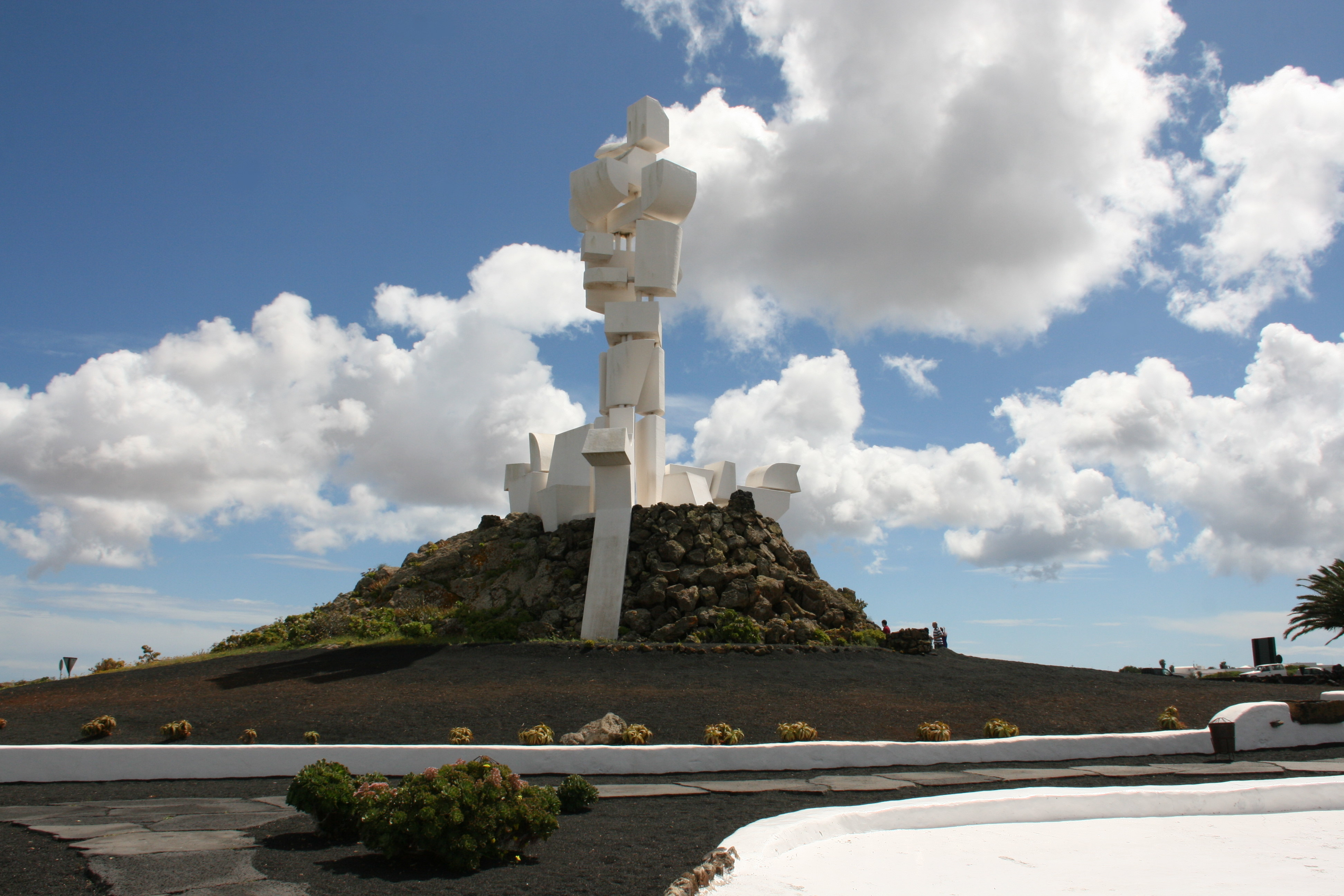
Monument vist des de la carretera

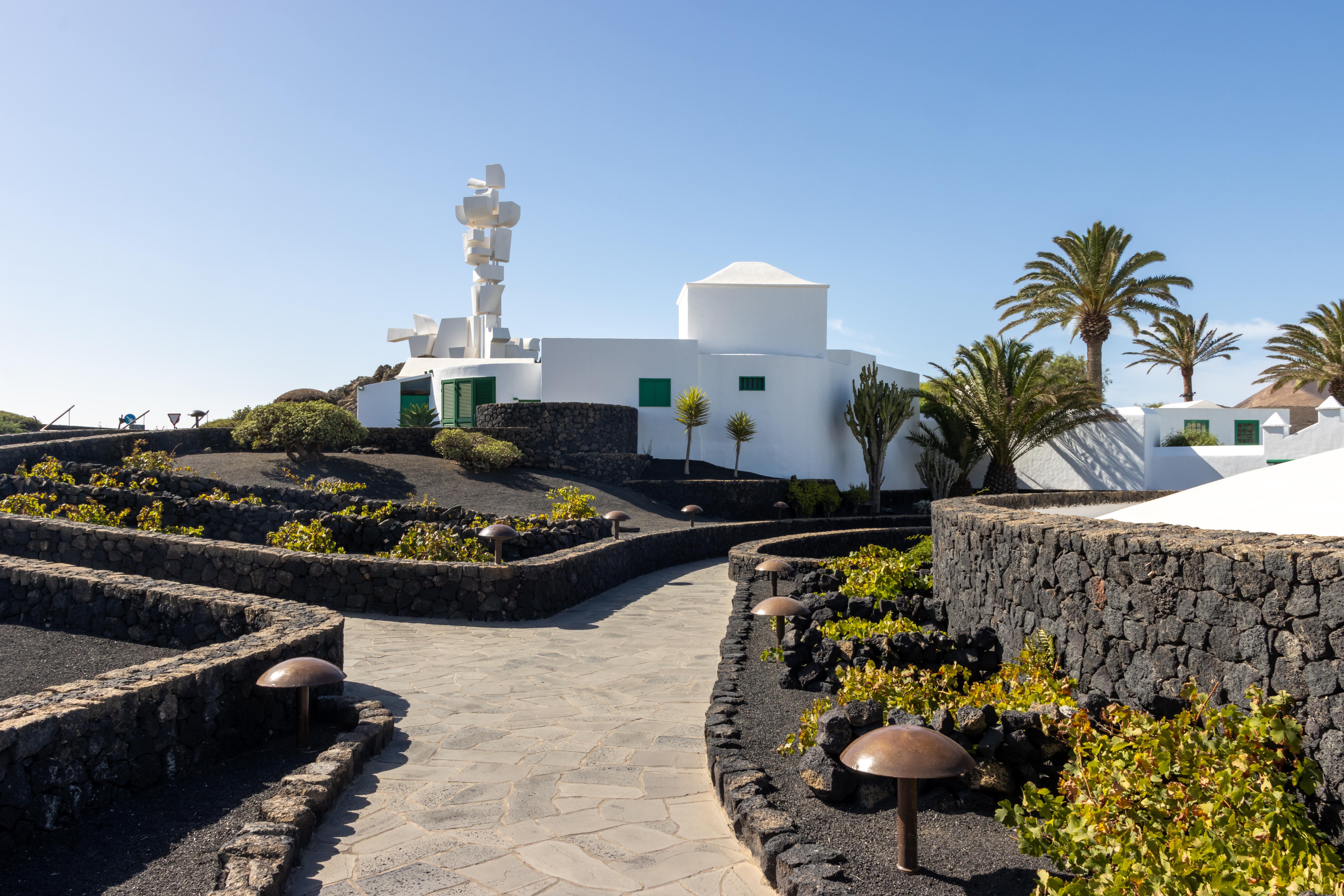
La Casa Museu segueix l'estètica tradicional de les cases de l'illa

El Casa Museo Monumento al Campesino, o simplement Monumento al Campesino, també conegut com Monumento a la Fecundidad és un monument i museu etnogràfic situat al centre geogràfic de l'illa de Lanzarote al municipi de Mozaga  a l'Arxipèlag Canari. És obra de l'artista local César Manrique qui erigí el monument l'any 1968 en honor als pagesos locals i a la fecunditat de la terra de l'illa.

## Història
El monument va ser erigit l'any 1968 per l'artista lanzaroteny César Manrique en honor al campesinat de l'illa. El recincte consta de dues parts essent aquestes la Casa Museu i el propi monument. La casa museu és una estructura típica de les cases tradicionals de l'illa i en aquesta es mostren elements i eines pròpies de la pagesia local ademés de ser un centre cultural i artesanal important a causa de la gran quantitat de exposicions, tallers i mercats que es realitzen. El monument, que es troba en el mateix recinte, fa uns 15 metres d'alçada i va ser elaborat per Manrique amb tancs d'aigua de antics vaixells pesquers que representen una persona sobre un animal de càrrega. El 9 d'abril de 2024 l'estructura es va fer malbé a causa de les forts ratxes de vent el que va obligar a tancar el monument per restaurar-ho.